# Käringsund
Käringsund är ett sund i Eckerö på Åland, med en naturhamn och ett idylliskt fiskeläge med ett femtiotal sjöbodar och båthus. Vid Käringsund finns Ålands jakt- och fiskemuseum. Delar av TV-serien Vi på Saltkråkan är filmade här.
Käringsund är förbundet med Nabbfjärden i norr genom Käringsundskanalen.